# Účelová funkce
Účelová funkce, cílová funkce, kriteriální funkce (anglicky objective function) je v úlohách matematické optimalizace ta funkce, jejíž hodnotu se podle druhu úlohy snažíme buď maximalizovat (např. zisk) nebo minimalizovat (např. dobu trvání cesty, spotřebu, délku cesty). V některých oborech a v případech, kdy se požaduje minimalizace účelové funkce, se používá také název nákladová funkce (anglicky cost function, loss function).